# Free Zone
Free Zone (v izraelském originále Free Zone) je izraelský dramatický film z roku 2005. Režisérem filmu je Amos Gitai. Hlavní role ve filmu ztvárnili Natalie Portman, Hanna Laslo, Hiam Abbass, Carmen Maura a Makram Khoury.

## Obsazení
| Natalie Portman | Rebecca        |
| Hanna Laslo     | Hanna          |
| Hiam Abbass     | Leila          |
| Carmen Maura    | paní Breitberg |
| Makram Khoury   | Samir          |
| Aki Avni        | Julio          |
| Liron Levo      | voják          |